# Alfonso Zapico
Pour les articles homonymes, voir Zapico.
Alfonso Zapico est un dessinateur et illustrateur espagnol né à Blimea, commune de San Martín del Rey Aurelio, dans les Asturies, en Espagne, en 1981, résidant à Angoulême, en France.
En 2012, il obtient le prix national de la bande dessinée pour James Joyce, l'homme de Dublin (es).

## Biographie
Issu du monde de la presse et de la publicité, Alfonso Zapico travaille dans le secteur de la bande dessinée : La Guerre du professeur Bertenev obtient le prix « Josep Toulain-Auteur révélation » au FICOMIC-Salón del Cómic de Barcelone. Il a également reçu le Prix national de bande dessinée 2012, du ministère de la Culture espagnol[source insuffisante].	
Il est illustrateur indépendant depuis 2004, travaillant pour l'édition jeunesse et avec différents organismes publics. Il continue également à travailler avec la presse, publiant régulièrement des dessins dans les quotidiens régionaux La Nueva España et Les Noticies[source insuffisante]. Il encontre également des collégiens et des lycéens dans le cadre scolaire, pour leur donner des techniques sur le dessin.

## Œuvres
- Holocausto, S.l., Grupo de education sobre la Shoà Zivia Lubetkin, post 2005, 45 p.
- Les aventures de Manolita Pulgarcita, 2005-2006, in El Gomeru num. 5, 7-9
- Café Budapest, Astiberri Ediciones, 2008
- La guerra del profesor Bertenev, Dolmen Editorial, 2009
- Imposible mirar para otro lado, Coordinadora de ONGs del Principado de Asturias, 2011
- (es) Dublinés, Bilbao, Astiberri, 2013, 4e éd., 229 p. (ISBN 978-84-15163-04-6)
- (es) La ruta Joyce, Bilbao, Astiberri, 2011, 204 p. (ISBN 978-84-15163-42-8)
- El otro mar, Astiberri Ediciones, 2013
- La balada del norte
  - Volume 1, Astiberri Ediciones, 2015[1]
  - Volume 2, Astiberri Ediciones, 2017[1]
  - Volume 3, Astiberri Ediciones, 2019[5]
  - Volume 4, Astiberri Ediciones, 2023[6]

## Œuvres traduites en français
- La Guerre du professeur Bertenev, Éditions Paquet, coll. « Blandice », octobre 2006  (ISBN 2888900564).
- James Joyce, l'homme de Dublin, Futuropolis, mai 2013  (ISBN 9782754808934).
- Café Budapest, Steinkis, mars 2016,  (ISBN 978-2-36846-006-1)  (ISBN 9782368460061).
- Ceux qui construisent des ponts, Futuropolis, 2019  (ISBN 9782754826372).
- Le chant des Asturies, Futuropolis, 2023 :

1. Tome I, 2023  (ISBN 9782754816564).
2. Tome II, 2023  (ISBN 9782754831628).

## Œuvres traduites en italien
- (it) James Joyce : Ritratto di un dublinese, Turin, 001 Edizioni, 2018, 229 p. (ISBN 978-88-7182-024-8).

## Prix et récompenses
- 2008 : Prix Haxtur du meilleur scénario et du finaliste ayant reçu le plus de votes pour Café Budapest
- 2012 : Prix national de la bande dessinée pour James Joyce, l'homme de Dublin (es)
- 2015 : Prix Haxtur du meilleur scénario pour Le Chant des Asturies, t. 1